# Pilea minutiflora
Pilea minutiflora är en nässelväxtart som beskrevs av Johann Wilhelm Krause. Pilea minutiflora ingår i släktet pileor, och familjen nässelväxter. Inga underarter finns listade i Catalogue of Life.